# اتفاقية الدفاع المشترك لدول مجلس التعاون الخليجي
اتفاقية الدفاع المشترك لدول مجلس التعاون الخليجي هي اتفاقية دفاعية عسكرية مشتركة بين دول مجلس التعاون الخليجي، وقعت في المنامة عاصمة مملكة البحرين في 21 ديسمبر 2000.

## التوقيع
دخلت الاتفاقية حيز التنفيذ بتوقيع قادة دول مجلس التعاون في الدورة الحادية والعشرين للمجلس الأعلى، التي عقدت بمملكة البحرين يومي 20 و21 ديسمبر 2000م، على إتفاقية الدفاع المشترك لمجلس التعاون لدول الخليج العربية. أكدت الدول الأعضاء في الاتفاقية التزامها بالنظام الأساسي لمجلس التعاون، واحترامها لميثاقي جامعة الدول العربية وهيئة الأمم المتحدة، كما أكدت عزمها على الدفاع عن نفسها بصورة جماعية، انطلاقاً من أن أي اعتداء على أي منها هو اعتداء عليها مجتمعة، وأن أي خطر يهدد أحداها إنما يهددها جميعاً.

## الاتفاقية
تنص الاتفاقية على عزم الدول الأعضاء على تعزيز التعاون العسكري فيما بينها، ورفع قدراتها الذاتية والجماعية لتحقيق أفضل مستوى من التنسيق لمفهوم الدفاع المشترك، وتشير في هذا الصدد إلى استمرار تطوير قوة درع الجزيرة، ومتابعة تنفيذ التمارين المشتركة، وإعطاء أهمية لتأسيس وتطوير قاعدة للصناعة العسكرية وتشجيع القطاع الخاص للاستثمار في هذا المجال.
جاء في نص الاتفاقية: إن الدول الأعضاء في مجلس التعاون لدول الخليج العربية إدراكاً منها لما يربط بينها من علاقات خاصة وسمات مشتركة وأنظمة متشابهة أساسها العقيدة الإسلامية، وانطلاقاً من السياسة الدفاعية لمجلس التعاون لدول الخليج العربية، والتي تقوم على مبدأ الأمن الجماعي المتكامل والمتكافل معتمدة في ذلك على الله ثم على الإمكانيات الذاتية للدول الأعضاء لغرض الدفاع عن كيان ومقومات ومصالح هذه الدول وأراضيها وأجوائها ومياهها الإقليمية. وإيماناً منها في تقوية روابط وتوثيق التعاون بينها حرصاً على إستقلالها وسيادتها، ومحافظة على تراثها، وتحقيقاً للتكامل وضمن الصفوف وتوحيد الجهود لتحقيق الدفاع المشترك وصيانة الأمن والسلام فيها وفقاً لمبادئ النظام الأساسي لمجلس التعاون لدول الخليج العربية وميثاقي جامعة الدول العربية وهيئة الأمم المتحدة وتعزيزاً للإستقرار والطمأنينة في بلادها بما يحقق طموحات شعوبها نحو مستقبل أفضل وصولاً إلى وحدة دولها.